# D王 GRAND PRIX
D王 GRAND PRIX（Dおうグランプリ）は、DDTプロレスリングが主催するシングルマッチのリーグ戦である。

## ルール
- 試合は全試合30分1本勝負。
- 出場者をA・B各ブロックに分け、勝ち2点・引分1点・負け0の勝ち点方式による総当たり戦で争う。
- 各ブロック上位1名が決勝トーナメント進出。得点で並んだ場合は対象選手同士の勝敗で順位を決定。
- D王GP優勝者にはKO-D無差別級王座への挑戦権が獲得される。

## 各大会の優勝、準優勝者
| 開催年 | 優勝       | 準優勝     |
| ------ | ---------- | ---------- |
| 2018年 | 石川修司   | HARASHIMA  |
| 2019年 | 竹下幸之介 | 潮崎豪     |
| 2020年 | 田中将斗   | 遠藤哲哉   |
| 2021年 | 秋山準     | 竹下幸之介 |
| 2021年 | 竹下幸之介 | 上野勇希   |
| 2022年 | 上野勇希   | 納谷幸男   |
| 2023年 | 納谷幸男   | 遠藤哲哉   |

## 第1回大会
内容
2ブロックに分かれたリーグ戦を2017年度末から開催し勝ち抜いた各ブロック1位が2018年1月28日の後楽園ホール大会での決勝戦に進出する。
参加者14人
- Aブロック
  - HARASHIMA＜4勝2敗8点＞：Aブロック1位 ※準優勝
  - 竹下幸之介＜3勝2敗1分7点＞
  - 遠藤哲哉＜3勝2敗1分7点＞
  - 黒潮"イケメン"二郎（WRESTLE-1）＜3勝3敗6点＞
  - 石井慧介＜3勝3敗6点＞
  - ジョーイ・ライアン（フリー）＜3勝3敗6点＞
  - 高梨将弘＜1勝5敗2点＞
- Bブロック
  - 石川修司（フリー）＜5勝1敗10点＞：Bブロック1位 ※優勝
  - 佐々木大輔＜3勝3敗6点＞
  - 高尾蒼馬＜3勝3敗6点＞
  - マイク・ベイリー（フリー）＜3勝3敗6点＞
  - 樋口和貞＜3勝3敗6点＞
  - 彰人＜2勝4敗4点＞
  - 坂口征夫＜2勝4敗4点＞

## 第2回大会
内容
14名の選手がA・B各ブロックに分かれ、公式戦を6試合おこない、A・B各ブロック1位の選手が12月30日後楽園大会で優勝決定戦を争う。優勝者には2019年2月17日両国国技館大会のメインイベントに出場する権利が与えられる。試合形式は公式戦が30分一本勝負。優勝決定戦は時間無制限一本勝負。あらゆる勝ちは2点、あらゆる負けは0点、あらゆる引き分けは1点。同点の場合は最終戦で優勝戦進出者決定戦をおこなう。
参加者14人
- Aブロック
  - 佐々木大輔（2年連続2回目）＜3勝3敗6点＞
  - HARASHIMA（2年連続2回目）＜3勝3敗6点＞
  - 樋口和貞（2年連続2回目）＜3勝3敗6点＞
  - 彰人（2年連続2回目）＜3勝3敗6点＞
  - MAO（初出場）＜2勝4敗4点＞
  - 潮崎豪（プロレスリング・ノア）（初出場）＜5勝1敗10点＞：Aブロック1位  ※準優勝
  - プーマ・キング（英語版）（フリー）（初出場）＜2勝4敗4点＞
- Bブロック
  - 竹下幸之介（2年連続2回目）＜4勝2敗8点＞：Bブロック1位 ※優勝
  - 遠藤哲哉（2年連続2回目）＜3勝3敗6点＞
  - 高尾蒼馬（2年連続2回目）＜2勝4敗4点＞
  - 高梨将弘（2年連続2回目）＜2勝4敗4点＞
  - 青木真也（パラエストラ東京/Evolve MMA）（初出場）＜4勝2敗8点＞
  - マイク・ベイリー（フリー）（2年連続2回目）＜3勝3敗6点＞
  - サミー・ゲバラ（フリー）（初出場）＜3勝3敗6点＞

## 第3回大会
内容
14名の選手がA・B各ブロックに分かれ、公式戦を6試合おこない、A・B各ブロック1位の選手が12月28日後楽園大会で優勝決定戦を争う。試合形式は公式戦が30分一本勝負。優勝決定戦は時間無制限一本勝負。あらゆる勝ちは2点、あらゆる負けは0点、あらゆる引き分けは1点。同点の場合は最終戦で優勝戦進出者決定戦をおこなう。
参加者14人
- Aブロック
  - 竹下幸之介（3度目の出場／第2回優勝）＜3勝3敗6点＞
  - 遠藤哲哉（3度目の出場）＜3勝2敗1分7点＞：Aブロック1位 ※準優勝
  - 石井慧介（ガンバレ☆プロレス）（2度目の出場）＜3勝3敗6点＞
  - 上野勇希（初出場）＜2勝4敗4点＞
  - 飯野雄貴（初出場）＜3勝3敗6点＞
  - クリス・ブルックス（フリー）（初出場）＜3勝2敗1分7点＞
  - 橋本千紘（センダイガールズプロレスリング）（初出場）＜3勝3敗6点＞
- Bブロック
  - HARASHIMA（3度目の出場／第1回準優勝）＜4勝1敗1分9点＞
  - 佐々木大輔（3度目の出場）＜4勝2敗8点＞
  - 高尾蒼馬（3度目の出場）＜2勝4敗4点＞
  - 坂口征夫（2度目の出場）＜2勝4敗4点＞
  - 吉村直巳（初出場）＜1勝5敗2点＞
  - ブル・ジェームズ（フリー）（初出場）＜2勝4敗4点＞
  - 田中将斗（プロレスリングZERO1）（初出場）＜5勝0敗1分11点＞：Bブロック1位 ※優勝

## 第4回大会
内容
14名の選手がA・B各ブロックに分かれ、公式戦を6試合おこない、A・B各ブロック1位の選手が12月27日後楽園大会で優勝決定戦を争う。試合形式は公式戦が30分一本勝負。優勝決定戦は時間無制限一本勝負。あらゆる勝ちは2点、あらゆる負けは0点、あらゆる引き分けは1点。同点の場合は最終戦で優勝戦進出者決定戦をおこなう。
参加者14人
- Aブロック
  - 竹下幸之介（4度目の出場／第2回優勝）＜4勝2敗8点＞：Aブロック1位  ※準優勝
  - HARASHIMA（4度目の出場／第1回準優勝）＜2勝2敗1分1不戦勝7点＞
  - 佐々木大輔（4度目の出場）＜1勝5不戦敗2点＞：※肋骨骨折によるドクターストップにより欠場
  - 坂口征夫（3度目の出場）＜2勝3敗1不戦勝6点＞
  - 彰人（3度目の出場）＜2勝2敗1分1不戦勝7点＞
  - MAO（2度目の出場）＜2勝3敗1不戦勝6点＞
  - クリス・ブルックス（2度目の出場）＜2勝3敗1不戦勝6点＞
- Bブロック
  - 遠藤哲哉（4度目の出場／第3回準優勝）＜3勝2敗1分7点＞
  - 樋口和貞（3度目の出場）＜3勝2敗1分7点＞
  - 高尾蒼馬（4度目の出場）＜3勝3敗6点＞
  - 大石真翔（初出場）＜2勝4敗4点＞
  - 上野勇希（2度目の出場）＜3勝3敗6点＞
  - 勝俣瞬馬（初出場）＜2勝4敗4点＞
  - 秋山準（初出場）＜4勝2敗8点＞：Bブロック1位 ※優勝

## 第5回大会
内容
12名の選手がA・B各ブロックに分かれ、公式戦を5試合おこない、A・B各ブロック1位の選手が12月5日後楽園大会で優勝決定戦を争う。試合形式は公式戦が30分一本勝負。優勝決定戦は時間無制限一本勝負。あらゆる勝ちは2点、あらゆる負けは0点、あらゆる引き分けは1点。同点の場合は最終戦で優勝戦進出者決定戦をおこなう。
参加者12人
- Aブロック
  - 秋山準（2度目の出場／第4回優勝）＜3勝2敗6点＞
  - 遠藤哲哉（5度目の出場）＜3勝2敗6点＞
  - 上野勇希（3度目の出場）＜3勝2敗6点＞：Aブロック1位 ※準優勝
  - 吉村直巳（2度目の出場）＜1勝4敗2点＞
  - 火野裕士（フリー）（初出場）＜3勝2敗6点＞
  - ボディガー（フリー）（初出場）＜2勝3敗4点＞
- Bブロック
  - 竹下幸之介（5度目の出場／第4回準優勝）＜4勝1分9点＞：Bブロック1位 ※優勝
  - HARASHIMA（5度目の出場）＜4敗1分1点＞
  - 樋口和貞（4度目の出場）＜2勝3敗4点＞
  - クリス・ブルックス（3度目の出場）＜2勝3敗4点＞
  - MAO（3度目の出場）＜2勝3敗4点＞
  - 岡林裕二（大日本プロレス）（初出場）＜3勝2分8点＞

## 第6回大会
内容
出場選手を40歳未満に限定して開催。12名の選手がA・B各ブロックに分かれ、公式戦を5試合おこない、A・B各ブロック1位の選手が12月4日後楽園大会で優勝決定戦を争う。試合形式は公式戦が30分一本勝負。優勝決定戦は時間無制限一本勝負。あらゆる勝ちは2点、あらゆる負けは0点、あらゆる引き分けは1点、両者リングアウト・無効試合は両者0点。同点の場合は最終戦で優勝戦進出者決定戦をおこなう。
参加者12人
- Aブロック
  - 遠藤哲哉（6度目の出場／第3回準優勝）＜2勝2敗1分5点＞
  - 佐々木大輔（5度目の出場）＜2勝2敗1分5点＞
  - 上野勇希（4度目の出場／第5回準優勝）＜3勝2敗6点＞※優勝
  - 吉村直巳（3度目の出場）＜2勝3敗4点＞
  - ジョーイ・ジャネラ（英語版）（フリー）（初出場）＜2勝2敗1両者RO4点＞
  - RSP（英語版）（フリー）（初出場）＜2勝2敗1両者RO4点＞
- Bブロック
  - 樋口和貞（5度目の出場）＜3勝1敗1分7点＞
  - クリス・ブルックス（4度目の出場）＜2勝3敗4点＞
  - MAO（4度目の出場）＜1勝4敗2点＞
  - 火野裕士（フリー）（2度目の出場）＜3勝1敗1分7点＞
  - 納谷幸男（初出場）＜4勝1敗8点＞※準優勝
  - KANON（フリー）（初出場）＜1勝4敗2点＞

## 第7回大会
内容
再度年齢制限を撤廃して開催。12名の選手がA・B各ブロックに分かれ、公式戦を5試合おこない、A・B各ブロック1位の選手が2024年1月3日後楽園大会で優勝決定戦を争う。試合形式は公式戦が30分一本勝負。優勝決定戦は時間無制限一本勝負。あらゆる勝ちは2点、あらゆる負けは0点、あらゆる引き分けは1点、両者リングアウト・無効試合は両者0点。同点の場合は直接対決で勝利した選手が優勝決定戦に進出、直接対決が引き分けの場合最終戦で優勝戦進出者決定戦を最終戦で優勝戦進出者決定戦をおこなう。
参加者12人
- Aブロック
  - 上野勇希（5度目の出場／第6回優勝／KO-D無差別級王者）＜2勝1分2敗5点＞
  - 遠藤哲哉（7度目の出場）＜3勝2敗6点＞※準優勝
  - 樋口和貞（6度目の出場）＜3勝2敗6点＞
  - 佐々木大輔（6度目の出場）＜2勝1分2敗5点＞
  - HARASHIMA（6度目の出場）＜2勝3敗4点＞
  - 飯野雄貴（2度目の出場）＜2勝3敗4点＞
- Bブロック
  - クリス・ブルックス（5度目の出場）＜1勝3敗1不戦敗2点＞：内部疾患により1試合欠場
  - MAO（5度目の出場／DDT UNIVERSAL王者）＜3勝2敗6点＞
  - 納谷幸男（2度目の出場／第6回準優勝）＜4勝1敗8点＞※優勝
  - KANON（2度目の出場）＜2勝3敗4点＞
  - 平田一喜（初出場／DDT EXTREME王者）＜1勝4敗2点＞
  - 斉藤レイ（全日本プロレス）（初出場）＜3勝1不戦勝1敗8点＞

Aブロック・Bブロックの優勝決定戦進出は直接対決の成績による。